# Lauren McLean

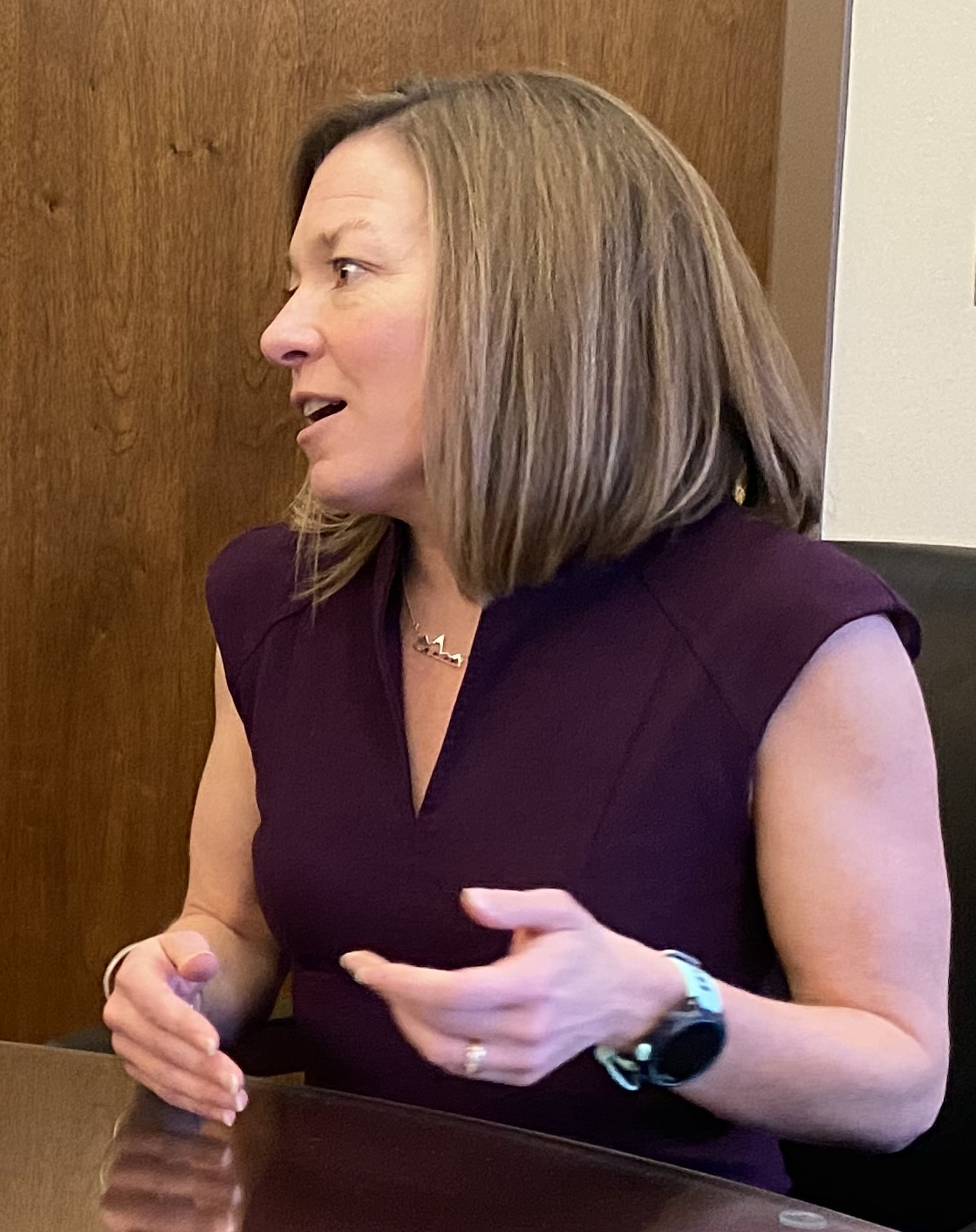
Lauren McLean

Lauren Stein McLean (geb. Stein; * 1974 in Boston, Massachusetts) ist eine US-amerikanische Politikerin (Demokratische Partei). Sie ist seit dem 7. Januar 2020 Bürgermeisterin von Boise, der Hauptstadt des Bundesstaates Idaho.

## Leben
Lauren McLean wurde in Boston geboren, zog jedoch während ihres zweiten Lebensjahres mit ihren Eltern nach Houston im Bundesstaat Texas, wo sie aufwuchs. Im Jahr 1990 zog die Familie nach Cazenovia im Bundesstaat New York um. Nach ihrem Highschoolabschluss studierte McLean an der University of Notre Dame. Neben dem Studium war sie im Consensus Council und im Northwest Power Planning Council des Bundesstaates Montana tätig. 1997 erlangte Lauren McLean ihren Bachelorabschluss und ein Jahr später zog sie nach Boise, Idaho. An der dortigen Boise State University erlangte McLean den Master of Public Administration.
Im Jahr 2011 wurde McLean in den Stadtrat von Boise gewählt. 2017 wurde sie Stadtratspräsidentin. Bei der Bürgermeisterwahl in Boise im Jahr 2019 trat McLean gegen den langjährigen Amtsinhaber David H. Bieter und sechs weitere Kandidaten an und belegte im ersten Wahlgang am 5. November 2019 mit 45,7 Prozent der Stimmen den ersten Platz. Da jedoch kein Kandidat eine absolute Mehrheit erzielen konnte, trat McLean am 3. Dezember 2019 in einer Stichwahl gegen Bieter an und setzte sich mit 65,5 Prozent der Stimmen durch. Sie trat das Amt am 7. Januar 2020 an.
McLean ist seit 1997 verheiratet und hat einen Sohn und eine Tochter.